# An Image of the Past
An Image of the Past er en amerikansk stumfilm fra 1915 af Tod Browning.

## Medvirkende
- Seena Owen som Jessie Curtis Dexter.
- J.H. Allen som Jack Dexter.
- Charles Cosgrave som Mr. Curtis.